# Новозагорско македонско благотворително братство
Новозагорското македонско благотворително културно-просветно братство е организация на бежанците от областта Македония, установили се в Нова Загора.

## История
На Първия македонски конгрес, провел се в София на 19 – 28 март 1895 година, е основана Македонската организация, която бързо започва да образува клонове в цялата страна. Основано е и дружество в Нова Загора, което участва активно в дейността на Организацията. На Шестия конгрес от 1 до 5 май 1899 година делегат е Хр. Илиев, на Седмия конгрес от 30 юли до 5 август 1900 година делегат отново е Хр. Илиев и на Осмия конгрес от 4 до 7 април 1901 година делегат е Тодор Мутевски.
След Първата световна война дружеството е възстановено като благотворително братство, част от Съюза на македонските емигрантски организации. Делегати на обединителния конгрес на СМЕО и МФРО от януари 1923 година от братството са Георги Шуманов и Симеон Златков.
На 4 юни 1926 година в ново настоятелство на братството влизат Симеон Златков (председател), Хар. Попхристов (секретар касиер), Иван Чалъков, Христо Алексиев и Иван Хаджихристов са съветници.